# Cam
|  | Per a altres significats, vegeu «Cam (desambiguació)». |

Al Gènesi, capítol desè, Cam (hebreu: חָם בן-נוֹחַ, Hām ben Nōah‎; àrab: حام بن نوح, Ḥām ibn Nūh) és el fill de Noè i pare de Cuix, Misraim, Put i Canaan.
Va sobreviure al Diluvi universal gràcies a l'Arca de Noè, on Déu digué a Noè que hi dugués la seva esposa, els seus fills i llurs esposes.［Gn 6:9-22］ Segons algunes tradicions, la seva dona es deia Ne'elatama'uk, Na'eltama'uk, Nahalath o Zedkat Nabu. Tradicionalment es considera que Cam i els seus descendents poblaren l'actual Àfrica.
Fou maleït pel seu pare a què el seu fill Canaan fos esclau de Sem i Jàfet (els seus germans), per haver-lo vist despullat quan estava begut.
Al segle xviii va sorgir la teoria racista i pro-esclavatge que els fills de Cam van ser ennegrits de pell per Déu per recordar permanentment el pecat que havia comès Cam en veure nu el seu pare.